# Forte Monte Verena

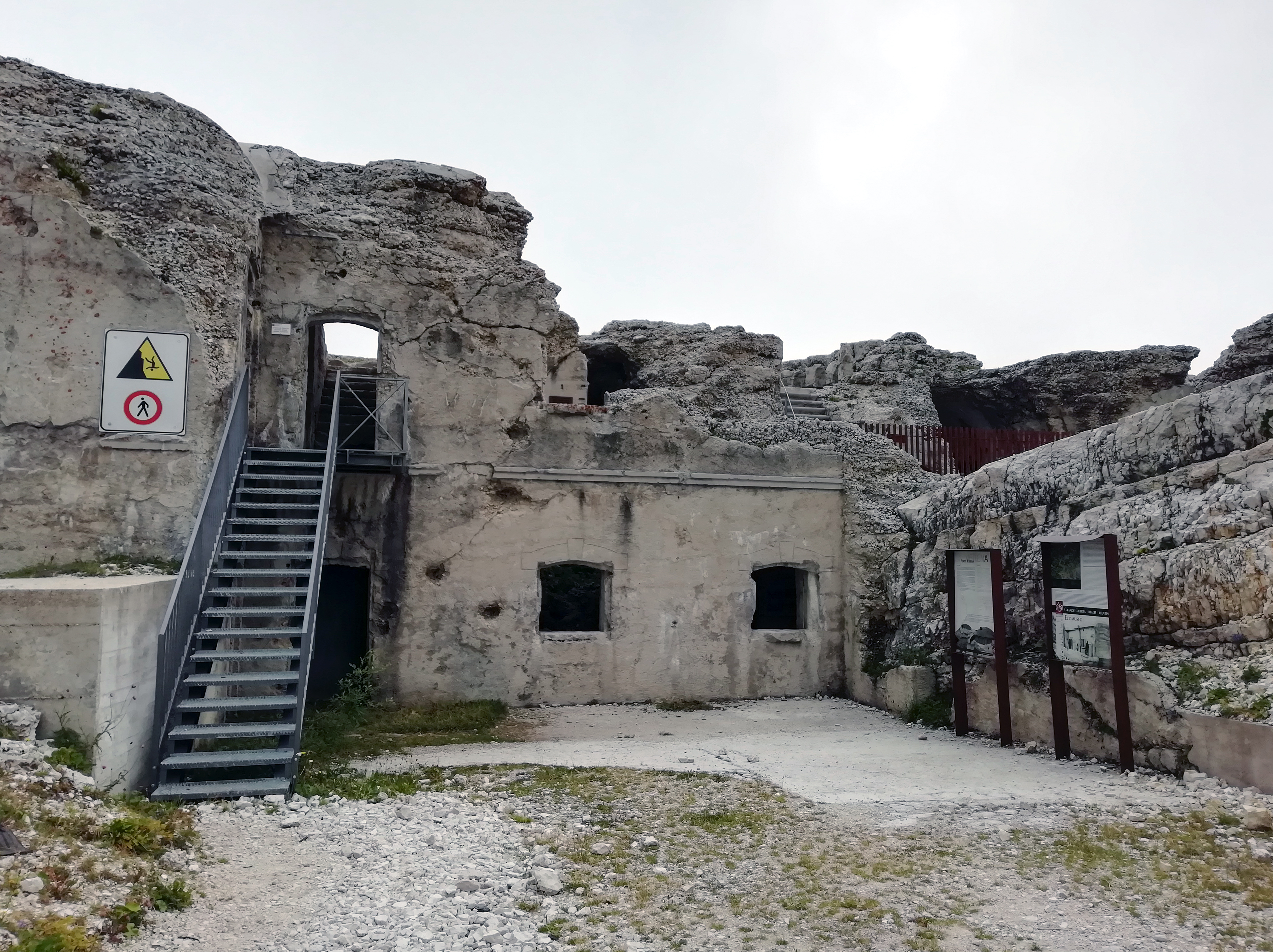

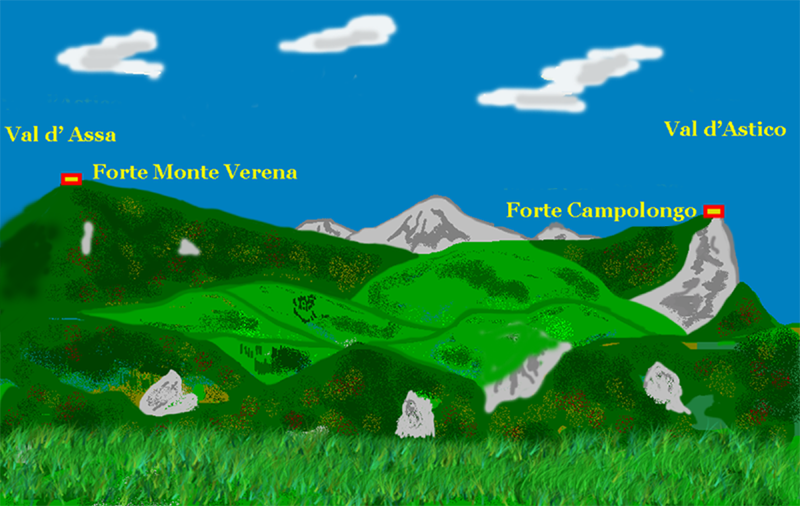
Lage von Forte Monte Verena und Forte Campolongo vom k.u.k. Festungswerk Verle aus gesehen

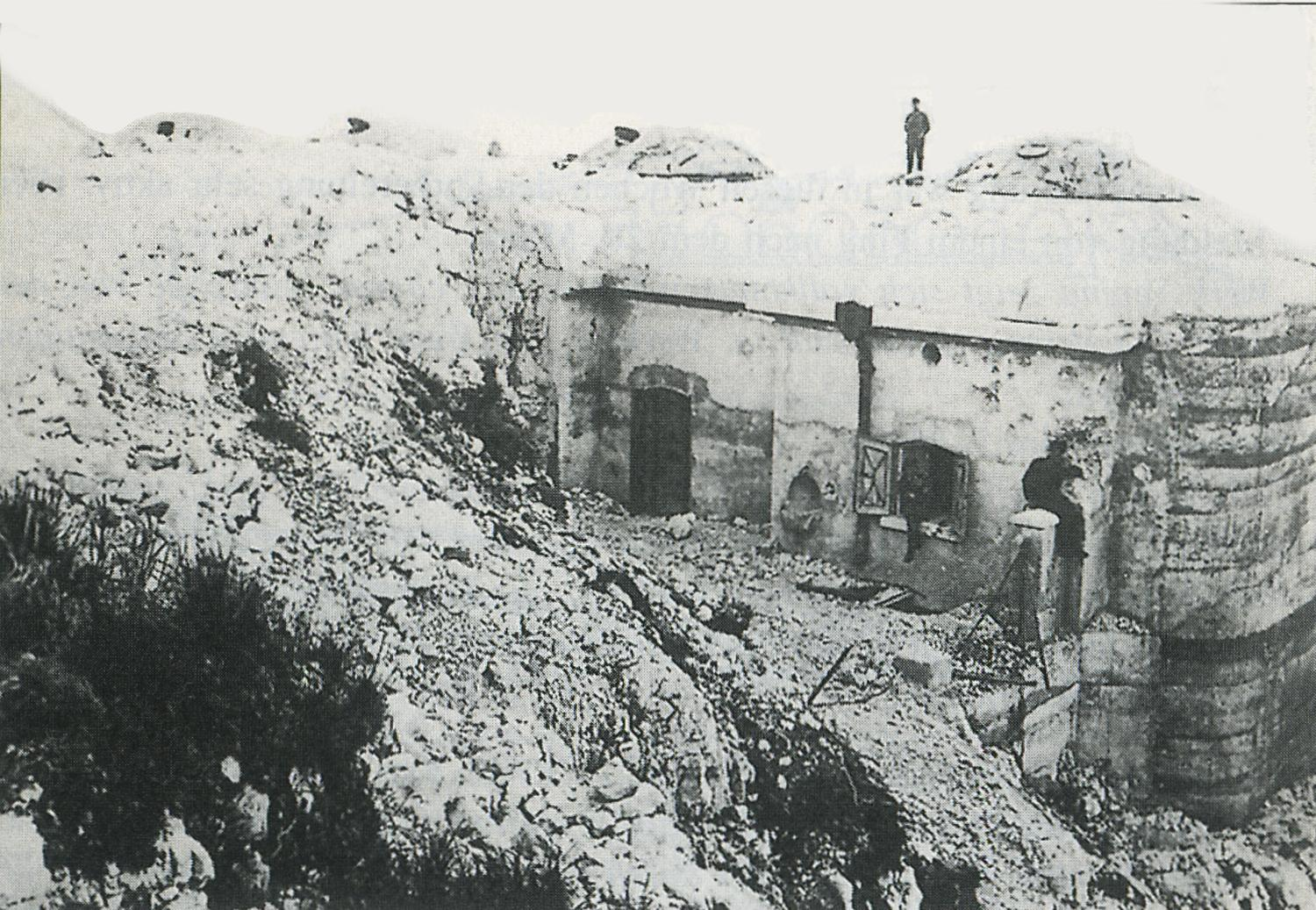
Rechte Kehle des Batterieblocks

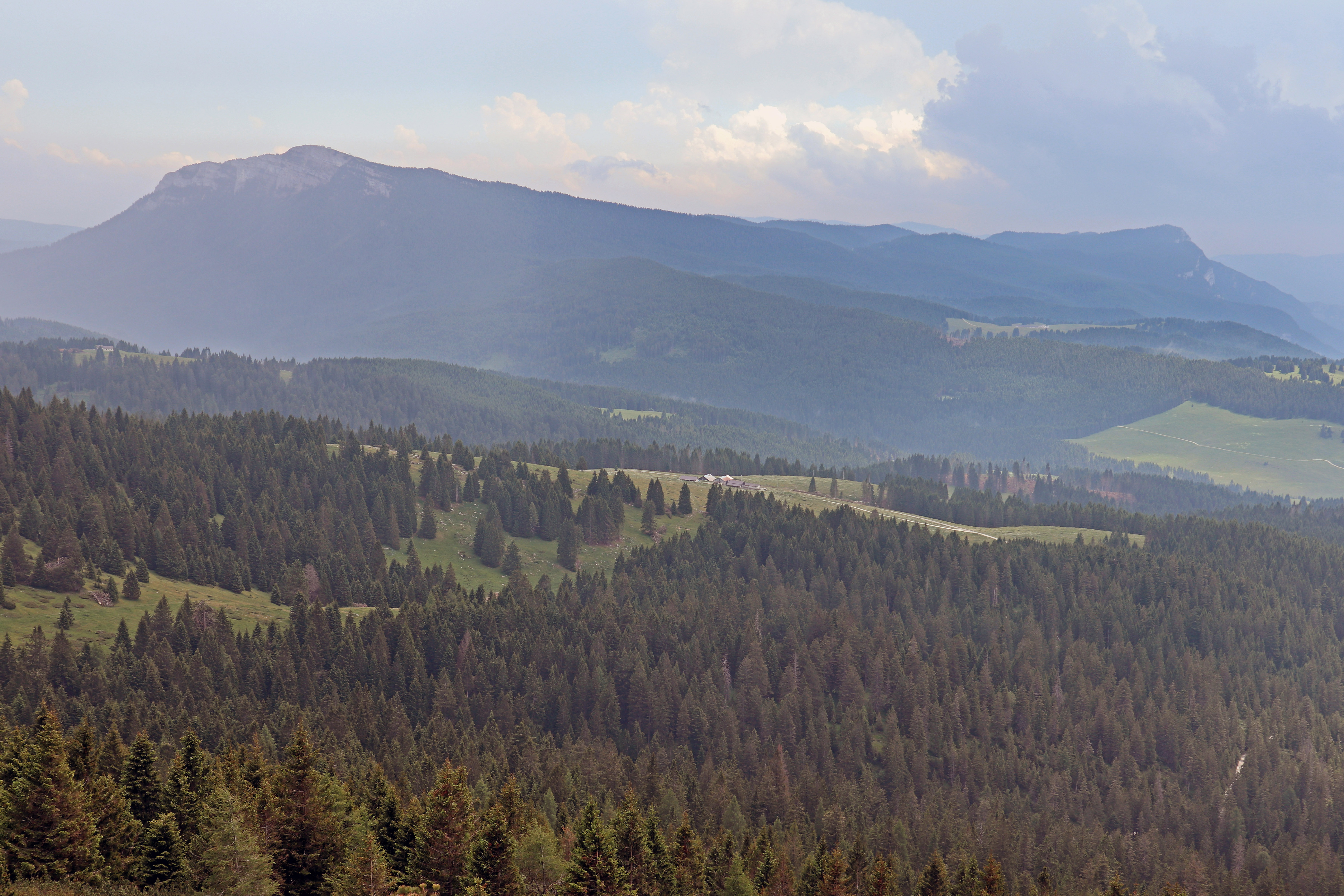
Blick vom Posten Vezzena zu den Forts Monte Verena (links) und Campolongo (rechts)

Das Forte Monte Verena (ursprünglich wohl nur: Forte Verena) war ein italienisches Panzerfort während des Ersten Weltkrieges. Das Fort war der Hauptstützpunkt der gleichnamigen Artilleriegruppe, zu dem einige bereits vor Kriegsbeginn fertiggestellte Batteriestellungen gehörten und die im unmittelbaren Bereich um Forte Verena verteilt waren.

## Zwischenbatterien
- Batterie Costa del Civello

Vorkriegs-Geschützemplacement mit einer Schutzmauer und einem Steingebäude. Bestückt mit zwei Haubitzen vom Kaliber 28 cm. Österreich-ungarische Bezeichnung: Z-34 oder auch Batterie Roccolo
- Batterie Bosco Arzari

Vorkriegs-Geschützemplacement mit einer Schutzmauer und einem Steingebäude. Bestückt mit zwei Haubitzen vom Kaliber 28 cm. Österreich-ungarische Bezeichnung: Z-22
- Batterie Spelonca della Neve

Vorkriegs-Geschützemplacement mit einer Schutzmauer und einer Felskaverne. Bestückt mit zwei Haubitzen vom Kaliber 28 cm. Österreich-ungarische Bezeichnung: Z-32
Bei den namentlich erwähnten und von der k.u.k. Evidenz aufgeklärten Batterien Verenetta und Rossapoan war erstere nicht bestückt und die zweite nur als Scheingeschützstellung eingerichtet.

## Geographische Lage
Der Werkskomplex befindet sich in der nordöstlichsten Ecke der Hochfläche der Sieben Gemeinden (Altopiano dei Sette Comuni) in der Provinz Vicenza. Forte Monte Verena liegt auf dem Gipfel des gleichnamigen Berges in 2015 Metern Höhe und war somit das am höchsten gelegene Befestigungswerk der gesamten Front. Der vorgeschobene Bergrücken des Monte Verena riegelte hier durch seine exponierte Lage das Val d’Assa in Richtung Süden auf Asiago völlig ab. Forte Verena lag sechs Kilometer genau in östlicher Richtung des österreichisch-ungarischen Panzerwerkes Lusern und hatte auf dieses und das Werk Verle direkte Sicht.

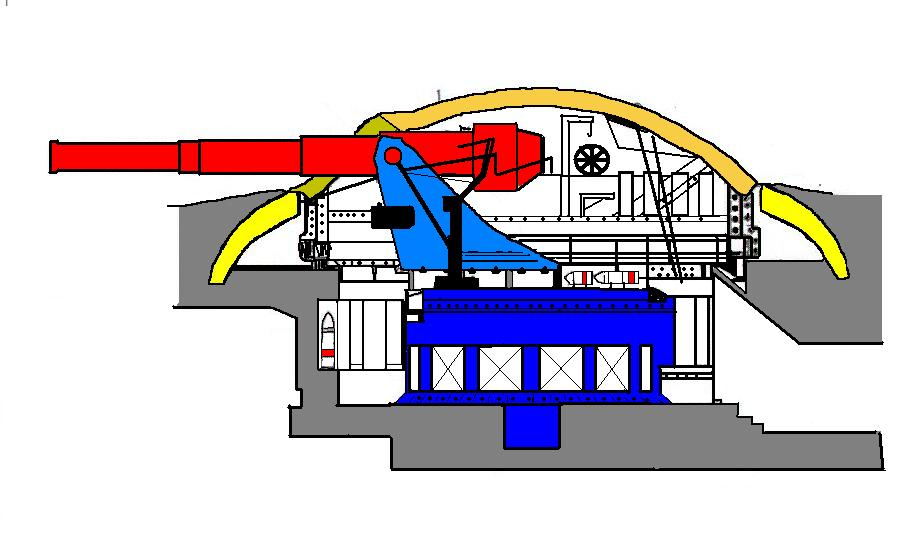
Kanonenpanzerturm Modell Schneider-Creuzot mit 149-mm-S-Kanone in den Forts Monte Verena und Campolongo

## Beschreibung

### Anlage

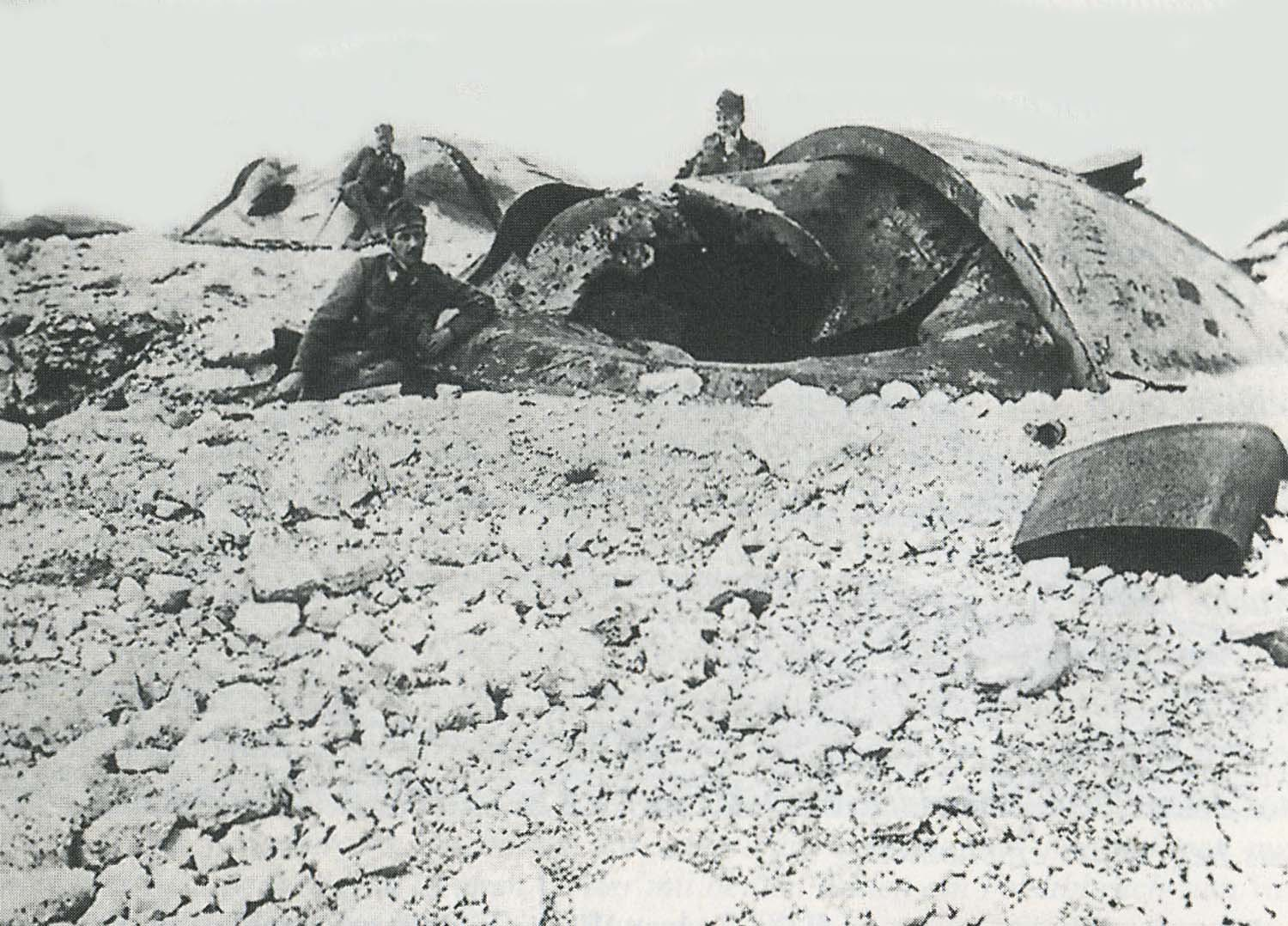
Kuppel Nr. 1 und 2 (Deutlich sichtbar, dass es sich um zweiteilige Kuppeln handelt, wie sie nur bei den Kanonen des Typ „S“ verwendet wurden. Der vordere Kuppelteil mit dem Geschütz fehlt, die Innenhaut ist freigelegt. Rechts im Vordergrund ein Teil des Vorpanzers.)

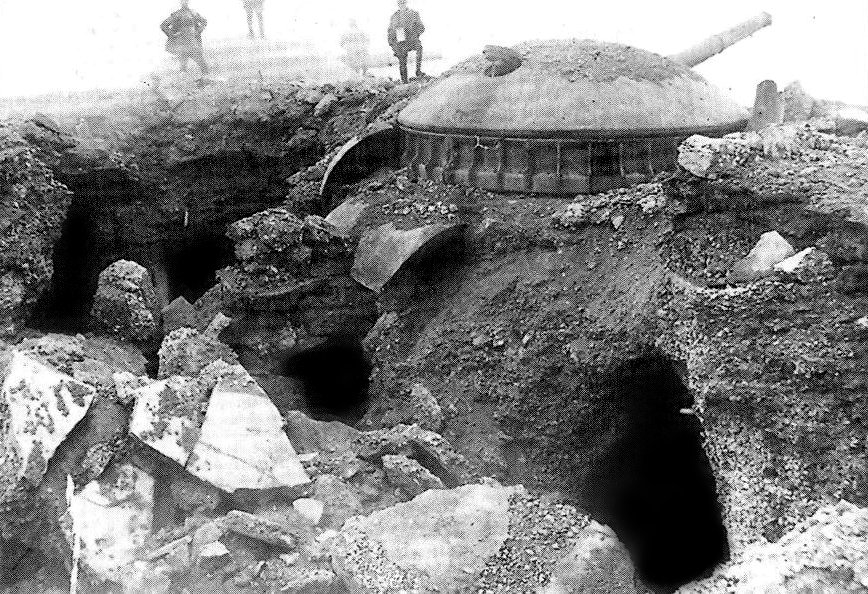
Kuppel Nr. 3 mit Durchschlag links. Auf dem Kanonenrohr ist der typische Ring für das Modell „S“ zu erkennen, gleiches gilt für die Barbette, die ebenfalls so nur beim Typ „S“ vorhanden war.

Die rechte Flanke der Anlage war direkt an eine Steilwand gebaut und damit (für die damaligen Begriffe) sturmfrei, konnte also von dieser Seite von Infanterie nicht angegriffen werden. Auf dem übrigen Gelände umgab das Fort ein sechs Meter breiter, innen angeböschter Graben mit drei Meter hoher, gemauerter Kontreeskarpe sowie Kehlgebäude und Grabenkoffer. Beidseitig endete der Graben offen am Felsabsturz zum Val d’Assa.
Die vier Panzertürme standen in einer Linie im Abstand von zehn Metern (Mitte zu Mitte). Die Geschütze ruhten auf Mittelpivotlafetten; der Panzerturm drehte sich auf Kugellagern, die auf der Geschützplattform auflagen. Die Panzerkuppeln bestanden aus zwei 16 Zentimeter dicken Stahlhalbschalen, die stumpf aneinandergefügt und nur durch die zwei Zentimeter starke Innenstahlhaut mittels Verschraubung zusammengehalten wurden. Der Vorpanzer war 75 bis 80 Zentimeter tief und bestand aus sechs miteinander verschraubten Teilen. Für die Kuppeln wurde gehärteter Gussstahl mit hoher Sprödigkeit verwendet; die Vorpanzer waren aus gewöhnlichem Gusseisen von hoher Sprödigkeit und geringer Festigkeit. Die Kuppeln waren durch einen unterhalb verlaufenden Gang, von dem aus eiserne Treppen mit seitlichen Munitionsaufzügen in die Türme führten, miteinander verbunden. Der Geschützkomplex wurde von einer Poterne mit Bereitschaftsräumen für Mannschaft und Munitionsräumen verbunden. Das Hauptmunitionsmagazin lag noch unterhalb der Poterne im gewachsenen Fels und war absolut geschützt angelegt. Unterkünfte für die Mannschaften und Offiziere gab es in einer unterhalb des Forts an der Zugangsstraße gelegenen, aus zwei Blocks bestehenden Kaserne. Die Werksdecke bestand aus einer drei Meter dicken Schicht aus gestampften nichtarmierten Beton, d. h., es war kein Bewehrungseisen eingefügt worden. Die Betondecke setzte sich aus drei Schichten zusammen, unten und oben jeweils eine etwa 10 Zentimeter dicke hochwertige Betonschicht, dazwischen 2,8 Meter aus äußerst magerem und minderwertigem Material hergestellte Futterschicht, was katastrophale Auswirkungen bei der Beschießung durch die überschwere Artillerie zur Folge hatte. Die Nahkampfanlagen bestanden nur aus einer Infanteriestellung, die dem Graben folgend, halbkreisförmig um das Werk angelegt und mit nach oben und hinten offenen MG-Ständen versehen war. Eine Versorgung mit elektrischem Strom war in der Anlage nicht vorhanden.

### Bewaffnung
- Erste Ausstattung

Die Geschützpanzerkuppeln der Firma Armstrong, Mitchell & Co. in Pozzuoli wurden als Erstausstattung eingebaut. Sie waren wegen der lichten Weite von etwa fünf Metern nicht in einem Stück transportierbar und wurden in drei einzelnen Teilen angeliefert und vor Ort zusammengefügt. Die Wandstärke betrug 14 cm und das Gesamtgewicht der Kuppel lag bei etwa 22,5 Tonnen. Die Vorpanzer bestanden ebenfalls aus mehreren Teilen. Als Geschütze wurden hier vier 149-mm-L/35-„A“-Kanonen von Armstrong mit Stahlrohren, (im Unterschied zu den früher verwendeten Bronzerohren) einer Kaliberlänge von L/36,6 (5,46 Meter) und einem Gewicht von 3,7 t verwendet. Die maximale Schussweite mit einer 42 kg schweren Sprenggranate betrug 12.400 Meter, eine 52 kg schwere Schrapnellgranate, gefüllt mit 1057 Bleikugeln (15,2 mm Durchmesser) flog 12.000 Meter weit.
vier 75-mm-A-Kanonen
vier Maschinengewehre in der Grabenstreiche
zwei mobile Maschinengewehre zur Nahverteidigung
- Zweite Ausstattung

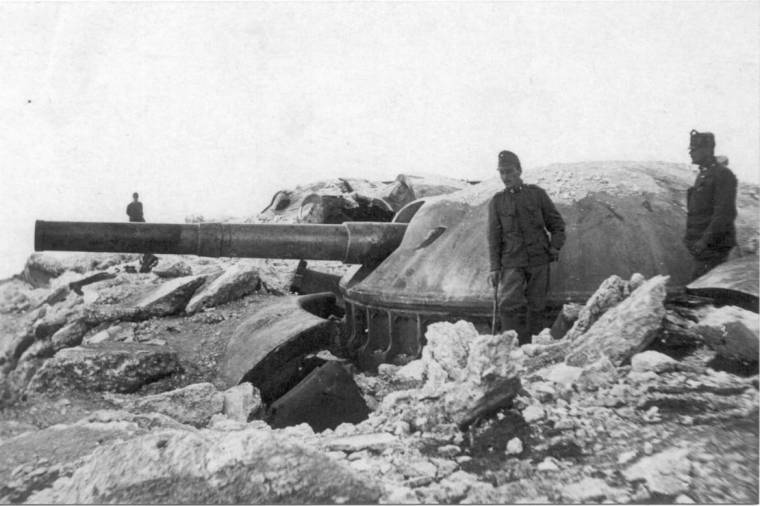

Im Jahre 1913 wurden die Geschützkuppeln ausgetauscht. Als Ersatz kamen jetzt zweiteilige von Ansaldo in Lizenz gefertigte Panzerkuppeln der Firma Schneider-Creuzot zum Einsatz. Diese hatten eine Schalenstärke von 15 Zentimetern. Beide Schalenhälften waren auf eine zwei Zentimeter dicke Innenhaut montiert. Die stumpf aneinander stoßenden Kuppelhälften wiesen an den Fugen eine eklatante Schwachstelle auf. Es waren jetzt vier 149-mm-L/35-„S“-Kanonen von Schneider installiert, welche allerdings nur die gleichen Leistungen wie ihre Vorgängermodelle aufwiesen. Die Feuerrate lag auch hier bei etwa zwei Schuss pro Minute.

## Geschichte

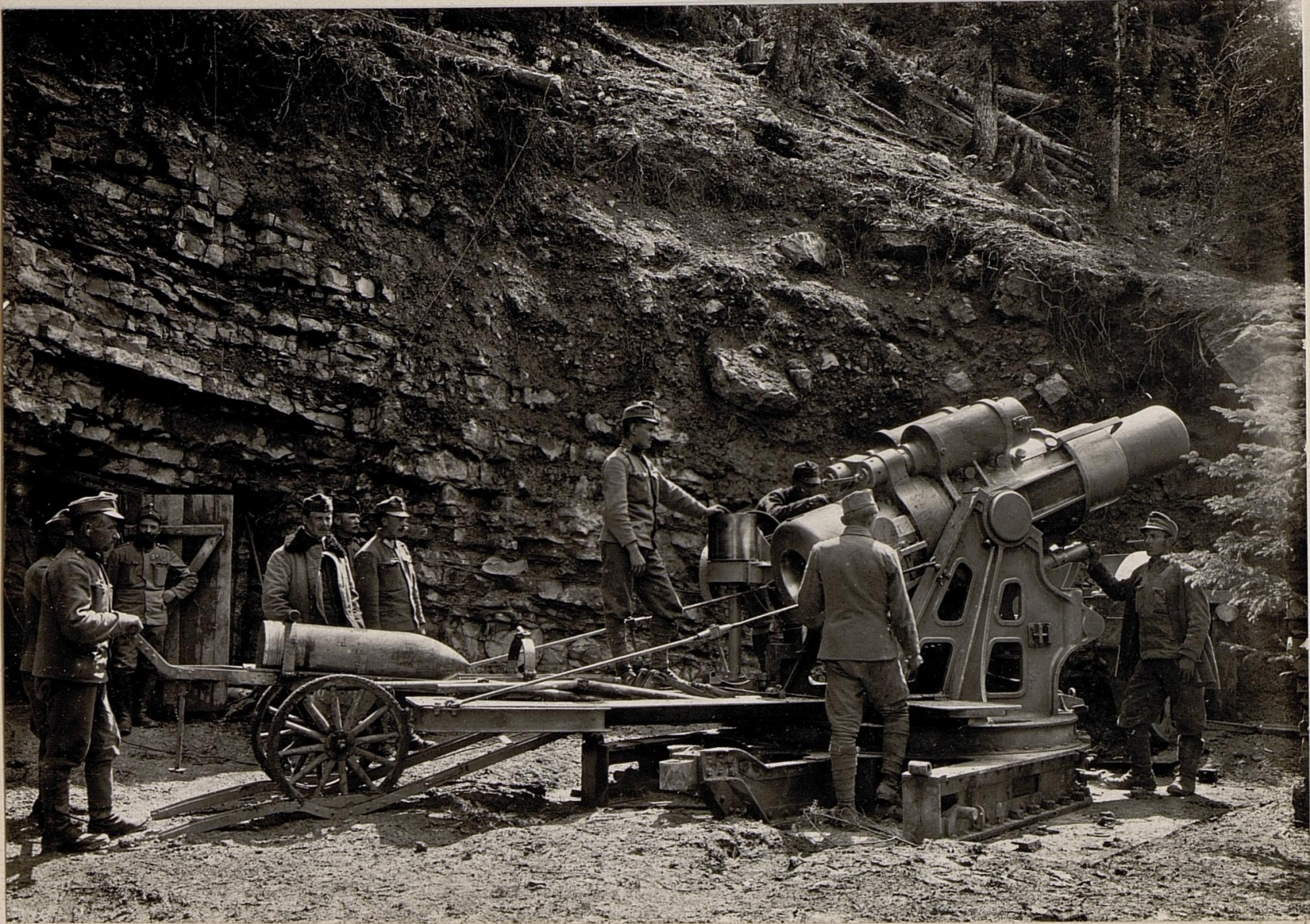
Dieser Mörser auf dem Lavaroneplateau zerstörte im Juni 1915 die Forts Verena und Campolongo

Erbaut wurde es ab 1910 als Fernkampfwerk mit vier Panzerkuppeln in einer von Nordost nach Südwest verlaufenden Achse mit Front auf das Werk Verle. Somit würde dieses in der Hauptschussrichtung liegen und primäres Ziel sein.
Bereits 1913 wurde damit begonnen, die bisher verwendeten dreiteiligen Panzerkuppeln gegen zweiteilige der französischen Firma Schneider-Creuzot auszutauschen. Da wegen der außergewöhnlichen Höhenlage nur allenfalls sechs Monate im Jahr gearbeitet werden konnte, zog sich die Fertigstellung weiter hin. Gemäß dem LEINGG (L’esercito italiano nella grande guerra) Band II S. 148 war das Fort im August 1914 noch nicht vollständig armiert und auch im Winter 1914/15 noch nicht besetzt. Am 24. Mai 1915, dem Tag nach der Kriegserklärung Italiens an Österreich-Ungarn, war es jedoch voll einsatzbereit.

### Kampfgeschehen
Ungesicherten Angaben zufolge feuerte Forte Verena am 24. Mai 1915 um 04:00 Uhr den ersten Schuss im Krieg gegen Österreich-Ungarn. Die vier Langrohrkanonen des Forts sowie die zum Komplex gehörenden Batterien mit ihren 280-mm-Haubitzen beherrschten völlig das ihnen zugewiesene Schussfeld, das aus dem österreichisch-ungarischen Sperrriegel Lavarone mit den Werken Lusern, Verle und dem Posten Vezzena bestand. Bedingt durch die hohe Feuergeschwindigkeit kam es bereits am 26. Mai wegen Überbeanspruchung des Materials zu Ausfällen in der Panzerbatterie (zwei Geschützrohre bei den Turmgeschützen) wie auch bei den 280-mm-Haubitzen, die jedoch bereits nach einigen Tagen ersetzt werden konnten. Da die Turmgeschütze der österreichischen Sperrwerke nicht in der Lage waren, gegen Verena und Campolongo etwas auszurichten – die kurzrohrigen Haubitzen hatten mit ihren 10 cm auch ein viel zu schwaches Kaliber, konnte Verena bis zum 2. Juni 1915 ungestört weiterfeuern.

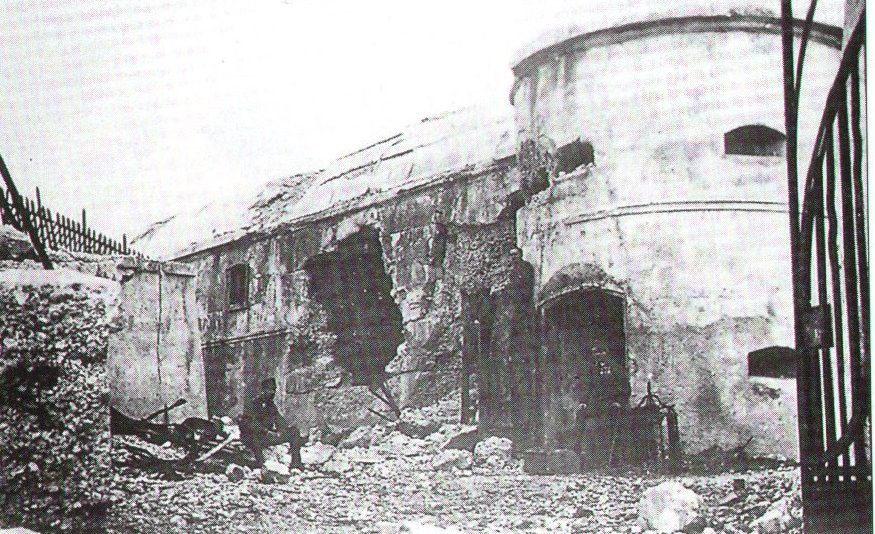
Werktor und Kehlkoffer

Am 4. Juni 1915 ging die zum Deutschen Alpenkorps gehörende Haubitzbatterie 102 mit zwei 15-cm-Feldhaubitzen auf dem Monte Rover (it. Monterovere) in Stellung und begann Verena ihrerseits unter Feuer zu nehmen. Sie konnten dem Fort zwar nicht wirklich gefährlich werden, doch gab es Schäden am Bauwerk und Verluste beim Personal, die sich, wiewohl unterschiedlich, auf die Moral der Besatzung als auch auf die der Österreicher auswirkte.
 Politisch gesehen befand man sich mit diesem Unternehmen, gelinde gesagt, in einer Grauzone, da sich Deutschland mit Italien zu diesem Zeitpunkt noch nicht im Kriegszustand befand. Kein deutscher Soldat durfte die Grenze überschreiten – wohl aber hinüberschießen.
Nachdem die Zustände im Lavarone-Riegel unhaltbar geworden waren, entschloss sich der k.u.k. Generalstab, geeignete Maßnahmen zu ergreifen. Die bisher in Flandern im Einsatz gewesene Mörserbatterie Nr. 12 mit einem 30,5-cm-M.11-Mörser wurde herangeführt, um das Fort und die sie umgebenden Batterien zu bekämpfen. Nach dem Beziehen der Stellung auf der Malga Costa Alta zwischen Lusern und dem Passo Vezzena begann am 10. Juni 1915 das Einschießen. An diesem und am nächsten Tag wurden etwa 30 Schuss abgegeben, ohne jedoch größere Schäden anzurichten. Am 12. Juni begann der Mörser um 13:45 Uhr erneut auf das Forte Verena zu feuern. Obwohl die Italiener inzwischen die Stellung des Mörsers ungefähr aufgeklärt hatten und mit 28-cm-Haubitzen der Batterie Spelonca delle Neve sowie mit den 14,9-cm-Haubitzen der Batterien Arzari, Mandrielle und auch des Forts auf ihn schossen, feuerte dieser unaufhörlich weiter (in der damaligen Artilleriesprache „langsames Zerstörungsfeuer“ genannt). Gegen 15:00 Uhr (der genaue Zeitpunkt lässt sich nicht mehr feststellen) durchschlug eine 30,5-cm-Granate mit Verzögerungszünder die Werksdecke und explodierte im Magazinraum der 3. Kuppel. Die Explosion tötete 39 Mann sofort (einschließlich des Fortkommandanten, Capitano Truchetti) und verletzte 22 weitere schwer. Zehn der Verwundeten verstarben dann noch im Hospital in Asiago, sodass dieser eine Durchschlag 49 Menschenleben forderte. 

Am 14. Juni ließ der neue Fortkommandant Capitano Grill das Fort räumen, da seiner Meinung nach dem 30,5-cm-Mörser nichts entgegenzusetzen war.
Verena war jedoch noch nicht gänzlich kampfunfähig und feuerte weiter sporadisch auf die österreichischen Stellungen. Dies führte dazu, dass auch die Österreicher das Fort bis zur Junioffensive 1916 unter ständigem Störfeuer hielten.
- siehe auch: Kämpfe auf der Hochfläche von Lavarone/Folgaria

## Lagebericht des Capitano Grill an das italienische Armeeoberkommando
Schäden am Forte Monte Verena
- ein Loch von etwa 2,5 m Durchmesser in der Decke des Batteriegangs
- ein Loch von etwa 1 m Durchmesser in der Decke (nel calcestruzzo di protezione) des Magazins der 3. Geschützkuppel
- drei oder vier Treffer nahe der vierten Kuppel, die riesige Betonbrocken bei der Mannschaftsküche losrissen
- ein Treffer hat den Eingang des Forts zertrümmert
- 20 oder mehr Treffer auf der Werksdecke mit großen Schäden
- Vorpanzer der 3. Kuppel ist zerbrochen und herausgerissen

Das Fort ist im derzeitigen Zustand nicht in der Lage, dem Feuer vom Kaliber 30,5 cm zu widerstehen, auch nicht dem Feuer nur mittleren Kalibers.
Capitano Grill

IX° Reggimento Fortezza
Während des Winters 1915/16 war das Fort nicht besetzt, lediglich in der zweiten Dezemberhälfte feuerte es eines Nachts acht Schüsse gegen Costa Alta. Erst ab April 1916 war die Anlage wieder bemannt; Grund genug für die Österreicher, anlässlich der bevorstehenden Maioffensive dem Fort nunmehr gänzlich den Garaus zu machen. Zu dem bereits vorhandenen 30,5-cm-Mörser kam eine 42-cm-Haubitze M 14 der K.H.B. Nr. 1 auf der Malga Laghetto (etwa einen Kilometer südlich des Monte Rover) hinzu.
Am 19. Mai 1916 begann um 15:00 Uhr das Einschießen auf das Fort. Die Beschießung dauerte nur bis zum 23. Mai, dann war das Werk endgültig niedergekämpft.

## Ergebnis der Beschießung
nach Aufnahme durch den k.u.k. Hauptmann im Geniestab Ettore Bertuola:
„Bericht an die 28. ITD mit Datum vom 24. Mai 1916 bezüglich des Zustandes des Fort Verena“
- a) Eine genaue Trefferzahl ist nicht mehr konstatierbar.
- b) Die Beschießung durch die 30,5-cm- und 42-cm-Kaliber zeigen verheerende Auswirkungen auf die Gesamtsubstanz.
- c) Kuppel Nr. 1 (rechts von Norden) – Volltreffer. Durchschlagung mit Verzögerungszünder, Lafette und Geschützbrunnen völlig zerstört, Vorpanzer durchschlagen und zertrümmert. Die Kuppel wurde an der Stoßkante hälftig aufgerissen.
- d) Kuppel Nr. 2 – Durchschlag von vorn, vordere Kuppelhälfte weggeschleudert, Innenstahlhaut noch weitgehend intakt. Geschütz unbrauchbar.
- e) Kuppel Nr. 3 – Abpraller auf der Kuppel, im Inneren große Stahlteile abgesprengt und dadurch Lafette beschädigt. Geschütz unbrauchbar.
- f) Kuppel Nr. 4 – Vorpanzer freigelegt, Kuppel noch drehbar, Geschütz noch brauchbar.

- Die Betondecke des Kasemattenblocks wie auch des Batteriegangs ist mehrfach durchschlagen. Sehr geringe Widerstandskraft der Eindeckung durch minderwertigen Beton. Ein Volltreffer hat das Kasemattendeck durchschlagen, das Gewölbe durchquert, ist durch die 2 Meter starke Außenmauer (Kehlmauer) gedrungen und hat in dieselbige ein mehr als 4 Quadratmeter großes Loch geschlagen.

Die Kontreeskarpenmauer und auch die Infanteriebrustwehren sind stark beschädigt.
Das Fort stellt keinen Kampfwert mehr dar.
Bertuola Hptm. m.p.

## Nachtrag
- Nach dem Krieg wurde wegen des mehrfach als minderwertig beklagten Betons eine Untersuchung gegen die Baufirma eingeleitet. Die Untersuchung blieb ohne Folgen, da die Baufirma nachweisen konnte, dass die Konsistenz des Betons genau der Vorgabe der italienischen Pionierstäbe entsprach.

- Dem Forte Verena wird der erste italienische Kanonenschuss in diesem Krieg zugeschrieben.